# AIK Fotboll Damers säsong 2025
Säsongen 2025 är AIK:s 56:e säsong, deras 14:e i Damallsvenskan och den andra sedan återkomsten till ligan. 
Laget tävlar också i Svenska cupen och deltar där i gruppspelet för Svenska cupen 2024/2025. Samt kvalspelar för upplagan 2025/2026. 
Redan direkt efter säsongen 2024 blev det klart att AIK inför säsongen 2025 skulle byta sportchef. Herish Sadi blev ersatt av tidigare assisterande tränare Zinar Spindari. Även tränaren Jesper Björk blev inför säsongen ersatt av Lukas Syberyjski med bakgrund inom flertalet herrlag.

## Truppen
https://www.aikfotboll.se/damer/truppen
| Nr          | Land         | Spelare                | Födelsedatum      | Kom från              | Moderklubb             |
| Målvakter   | Målvakter    | Målvakter              | Målvakter         | Målvakter             | Målvakter              |
| ----------- | ------------ | ---------------------- | ----------------- | --------------------- | ---------------------- |
| 21          | Finland      | Emilia Dannbäck        | 1 september 2005  | Puskás Akadémia FC    | Nummelan Palloseura    |
| 28          | Australien   | Jada Whyman            | 24 oktober 1999   | Sydney FC             | West Wagga FC          |
| 30          | Sverige      | Serina Backmark        | 21 april 2003     | AIK U                 | Stuvsta IF             |
| Försvarare  |              |                        |                   |                       |                        |
| 3           | Filippinerna | Angela Beard           | 16 augusti 1997   | Linköpings FC         | Brisbane Roar          |
| 4           | Sverige      | Jennie Nordin          | 15 maj 1993       | Piteå IF              | Solrød FC              |
| 15          | Sverige      | Ellen Schampi          | 12 juni 2002      | Umeå IK               | Stämnings-gården IK    |
| 17          | Sverige      | Janelle Yilmaz         | 27 maj 2006       | AIK U                 | Kallhälls FF           |
| 22          | Sverige      | Anna Oscarsson         | 23 juni 1996      | Glasgow City FC       | FC Gute                |
| 29          | Sverige      | Matilda Plan           | 31 juli 1998      | Djurgårdens IF        | DFK Katrineholm        |
| 37          | Slovakien    | Patricía Fischerová    | 26 augusti 1993   | IFK Kalmar            | Turčianska Štiavnička  |
| Mittfältare |              |                        |                   |                       |                        |
| 5           | Japan        | Haruna Tabata          | 27 maj 2002       | Mynavi Vegalta Sendai | Viento FC Toyono       |
| 6           | Sverige      | Felicia Saving         | 23 augusti 2002   | Linköpings FC         | Boo FF                 |
| 7           | Danmark      | Signe Carstens         | 7 mars 2002       | Celtic FC             | DBK Fortuna Hjørring   |
| 8           | Sverige      | Villemo Dahlqvist      | 5 september 2002  | Umeå IK               | Sunnanå SK             |
| 12          | Sverige      | Klara Ahnberg          | 15 november 2008  | Boo FF                | Nacka FC               |
| 13          | Sverige      | Daniella Famili        | 19 september 1995 | IF Brommapojkarna     | Bele Barkarby FF       |
| 16          | Sverige      | Nellie Eriksen Yasseri | 23 november 2006  | AIK U                 | Sandvikens IF          |
| 18          | Sverige      | Nova Selin             | 1 april 2008      | AIK U                 | Vasalunds IF           |
| 23          | Sverige      | Ella Reidy             | 28 juni 2002      | Jitex BK              | Jonsereds IF           |
| 24          | Sverige      | Nova Furevik           | 12 maj 2005       | AIK U                 | IFK Österåker          |
| 25          | Sverige      | Olivia Lindstedt       | 23 maj 2001       | FC Rosengård          | Glumslövs FF           |
| Anfallare   |              |                        |                   |                       |                        |
| 9           | Sverige      | Moa Sjöström           | 1 januari 1996    | Älvsjö AIK FF         | Spölands IF            |
| 10          | Sydkorea     | Son Hwa-Yeon           | 15 mars 1997      | Incheon Red Steel     | Gwangsan Middle School |
| 14          | Sverige      | Adelisa Grabus         | 26 maj 1996       | Växjö DFF             | Arboga Södra IF        |
| 20          | Sverige      | Aleksandra Bogucka     | 4 juni 2006       | AIK U                 | Sätra SK               |

### Utlånade spelare
https://www.aikfotboll.se/damer/truppen
| Nr          | Land      | Namn      | Födelsedatum | Kom från  | Moderklubb | Utlånad till |
| Målvakter   | Målvakter | Målvakter | Målvakter    | Målvakter | Målvakter  | Målvakter    |
| ----------- | --------- | --------- | ------------ | --------- | ---------- | ------------ |
|             |           |           |              |           |            |              |
| Försvarare  |           |           |              |           |            |              |
|             |           |           |              |           |            |              |
| Mittfältare |           |           |              |           |            |              |
|             |           |           |              |           |            |              |
| Anfallare   |           |           |              |           |            |              |
|             |           |           |              |           |            |              |

### Nyförvärv/förluster 2025
Vinterfönstret
In:
 Janelle Yilmaz (AIK U)
 Aleksandra Bogucka (AIK U)
 Nellie Eriksen Yasseri (AIK U)
 Matilda Plan (Djurgårdens IF)
 Signe Carstens (Celtic FC)
 Angela Beard (Linköping FC)
 Klara Ahnberg (Boo FF)
Ut:
 Sofia Parkner (KIF Örebro)
 Emelie Jansson (ej förlängt)
 Annika Svensson (Djurgårdens IF)
 Wilma Ljung Klingwall (ej förlängt)
 Michelle Rojas Flores (ej förlängt)
 Beata Olsson (Kristianstads DFF)
 Vendela Dreifaldt (ej förlängt)
 Nina Jakobsson (avbrutet kontrakt)
 Sara Frigren (IF Brommapojkarna)

Sommarfönstret
In:
 Emilia Dannbäck (Puskás Akadémia FC)
Ut:
 Vendela Persbeck (Ej förlängt)

### Ledarstaben
| Position             | Namn                             |
| -------------------- | -------------------------------- |
| Sportchef            | Zinar Spindari                   |
| Huvudtränare         | Lukas Syberyjski                 |
| Assisterande tränare | Athanassios “Sakis” Papadopoulos |
| Målvaktstränare      | Elliot Bastias Alamo             |
| Fystränare           | Thanos Salampasis                |
| Materialansvarig     | Lars Fremin                      |
| Fysioterapeut        | Edvin Wivallius                  |
| Fysioterapeut        | Carin Fältskog                   |
| Lagläkare            | Alex Flores                      |